# Bundesstraße 91
Pour les articles homonymes, voir B91 et Route 91.
La Bundesstraße 91 (abrégé en B 91) est une Bundesstraße reliant Halle à Zeitz.

## Localités traversées
- Halle
- Mersebourg
- Weißenfels
- Zeitz